# 瓦萊

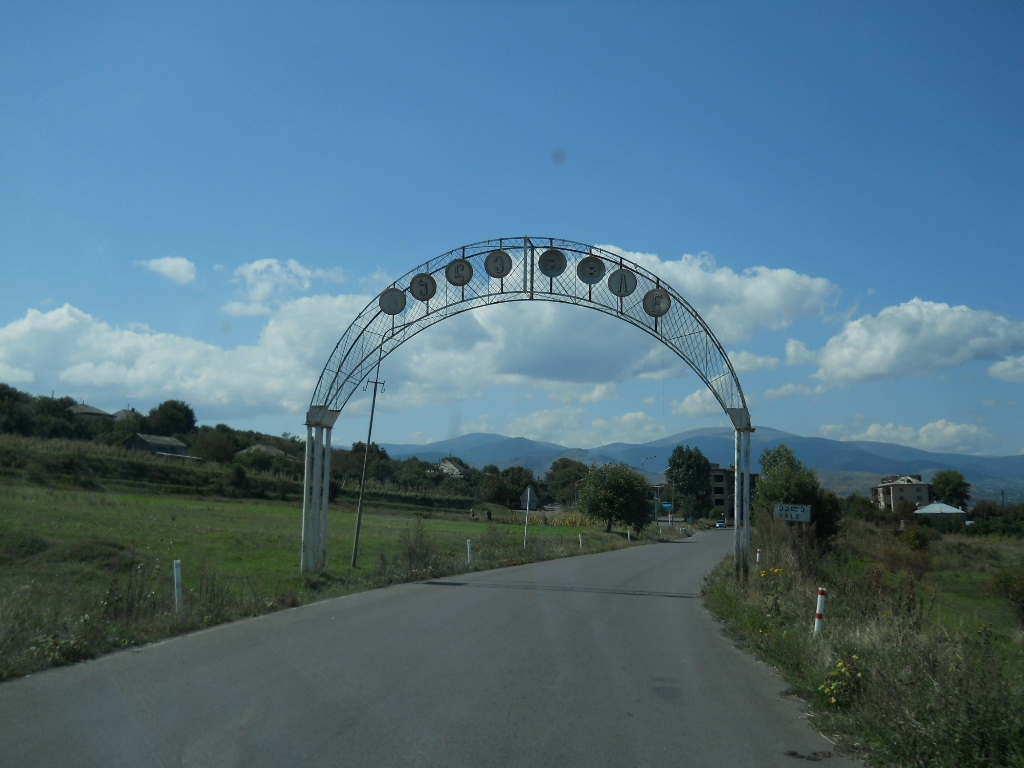
瓦萊

瓦萊是格魯吉亞西南部薩姆茨赫-賈瓦赫蒂大区阿哈爾齊赫市鎮的城鎮。距離阿哈爾齊赫12公里，毗鄰與土耳其接壤的邊境，海拔高度約1,000米，2014年人口3,646.
41°37′N 42°52′E / 41.617°N 42.867°E